# Пума Свид
Йоханна Юссинниеми (фин. Johanna Jussinniemi; родилась 13 сентября 1976 года в Стокгольме, Швеция), более известная под псевдонимом Пума Свид (англ. Puma Swede) — шведско-финская порноактриса с финскими корнями и танцовщица.

## Биография
Пума пришла в порноиндустрию в конце 2004 года. Начинала карьеру, снимаясь в лесбийских сценах. Сейчас у неё собственный сайт и она не прекращает работать. На данный момент Пума — одна из самых успешных порнозвёзд Швеции.
В начале 2009 года вышла замуж за Кейрана Ли (англ. Keiran Lee), но позднее они развелись.
В октябре 2012 года издательство Lind & Co опубликовало автобиографию порноактрисы.
По данным на 2019 год снялась в 370 порнофильмах.

## Премии и номинации
| Год  | Церемония   | Категория          | Работа | Результат |
| ---- | ----------- | ------------------ | ------ | --------- |
| 2009 | AVN Award   | Веб-старлетка года |        | Номинация |
| 2009 | XBIZ Awards | Веб-старлетка года |        | Номинация |

1. 1 2 3 4  Puma Swede on IAFD.com. www.IAFD.com. Дата обращения: 18 августа 2014. Архивировано 24 сентября 2015 года.
2. ↑  Gabriel Medina. Pornografía responsable en "Porn stars the show" (исп.). exonline.com.mx (6 июня 2008). Дата обращения: 5 декабря 2009. Архивировано из оригинала 9 июня 2008 года.
3. ↑  PumaSwede.com :: About Me. PumaSwede.com. Дата обращения: 7 июня 2009. Архивировано из оригинала 8 июля 2012 года.
4. ↑  Tripp Daniels. Puma Swede Inks Deal With Fantasy Girl Entertainment. AVN.com. Дата обращения: 29 декабря 2008. Архивировано из оригинала 8 июля 2012 года.
5. ↑  Swede Does First Boy/Girl in School of Hardcore. AVN.com (21 декабря 2005). Дата обращения: 29 декабря 2008. Архивировано 8 июля 2012 года.
6. ↑  Кейран Ли  биография. imdb.com. Дата обращения: 17 декабря 2019.
7. ↑  AVN - Puma Swede Releases Autobiography, Garners Swedish Press. Business.avn.com (2 октября 2012). Дата обращения: 29 октября 2013. Архивировано 10 февраля 2016 года.
8. ↑  Sveriges Radio. Puma Swede berättar öppet om sitt liv som porrstjärna i P4 Extra. sverigesradio.se. Дата обращения: 13 сентября 2016. Архивировано 6 декабря 2019 года.
9. ↑  Porrstjärnan Puma Swede gästar Robert Aschberg. radio1.se. Дата обращения: 13 сентября 2016. Архивировано 4 марта 2016 года.
10. ↑  Porrstjärnan: "Var kk med TV4-profil". nyheter24.se. Дата обращения: 13 сентября 2016. Архивировано 6 декабря 2019 года.
11. ↑  Nominations 2009 AVN Adult Movie Awards (PDF). AVNAwards.com (25 ноября 2008). Дата обращения: 30 ноября 2008. Архивировано 20 февраля 2012 года.
12. ↑  Tod Hunter. XBIZ Awards 2009 Official Nominees Announced. XBiz.com (4 декабря 2008). Дата обращения: 30 ноября 2008. Архивировано 11 марта 2013 года.